# بخش سالت کریک (شهرستان ماسکینگوم، اوهایو)
بخش سالت کریک (به انگلیسی: Salt Creek Township) یک منطقهٔ مسکونی در ایالات متحده آمریکا است که در شهرستان ماسکینگام، اوهایو واقع شده‌است.
 بخش سالت کریک ۷۲٫۳ کیلومتر مربع مساحت و ۱٬۱۱۳ نفر جمعیت دارد و ۲۱۷ متر بالاتر از سطح دریا واقع شده‌است.